# Алексєєнко Надія Іванівна
Надія Іванівна Алексєєнко (1867 — листопад 1919) — меценатка, почесна громадянка міста Катеринослав (нині м. Дніпро), дружина Івана Мартиновича Алексєєнка, купця I-ї гільдії.

## Біографія
Про життя Надії Іванівни до смерті її чоловіка збереглося мало відомостей. Вона не брала активної участі в торгівельних справах, якими керував її чоловік Іван Мартинович. Відомо, що вона разом із чоловіком мешкала у власному особняку на розі вулиць Первозванівської та Каретної (нині вулиця Короленка та Челюскіна). Після смерті чоловіка в 1910 році вона стала відомою завдяки благодійній діяльності.
Восени 1919 року, під час захоплення Катеринослава махновцями Надія Іванівна загинула насильницькою смертю. Похована біля чоловіка в огорожі Троїцької церкви, ктиторами якої було три покоління купців Алексєєнків.

## Благодійна діяльність
Найбільше Надія Іванівна Алексєєнко уславилася своєю щедрістю та внеском у розвиток міста. Після смерті Івана Мартиновича вона отримала все майно з умовою, що частина коштів буде використана на потреби міста. Виконуючи волю чоловіка, Надія Іванівна передала місту дві ділянки землі на розі Пушкінського проспекту й вулиці Короткої та зробила найбільшу пожертву в історії Катеринослава — 652 500 карбованців для будівництва дитячої лікарні. Радянська влада перейменувала Алексєєнківську лікарню на честь лікаря Руднєва.

## Почесне звання
За значний фінансовий внесок Міська Дума Катеринослава подала клопотання про присвоєння Надії Іванівні звання Почесної громадянки міста. Ця процедура була складна, зокрема через те, що звання просили присвоїти жінці. Однак, 20 листопада 1911 року її кандидатура була затверджена імператором, і вона стала першою жінкою в місті, удостоєною цього звання.

## Вшанування пам'яті
У 1912 році архітектор Дмитро Степанович Скоробогатов розробив проєкт дитячої лікарні, будівництво якої завершилося на весні 1913 року. Надія Іванівна була довічна піклувальниця цього закладу. На знак вдячності за її внесок вулиця Коротка, на якій розташований комплекс дитячої лікарні, дістала назву Надєждєнська, а вулиця Каретна, де проживала родина купців, була перейменована на їхню честь — Алексєєнківська.
Також назву Алексєєнківська мала лікарня, якої б місто не мало без щедрої пожертви подружжя меценатів.
У радянські часи ці вулиці отримали нові назви: Надєждєнська стала вулицею Чичеріна, а Алексєєнківська — вулицею Незаможників (після Голодомору 1932-33 — вулиця Челюскіна). Від 2015 року вулиця Чичеріна знову має ім'я Надії Алексєєнко.